# 濃畑三郎
濃畑 三郎（のうはた さぶろう、1885年（明治18年）2月22日 - 1943年（昭和18年））は、日本の実業家、政治家。
宮市大丸（現在の大和）常務取締役、みくに新聞社社長、福井県会議員を務めた。

## 経歴
北海道朝田庄次郎の三男として福井県坂井郡三国町（現在の坂井市）に生まれ、その後先代・安吉の養子となる。濃畑家は三国町で金銀箔も扱う紙問屋・四日市屋で、「四の三（しのさん）」と呼ばれていた。『茶の本』『東洋の理想』等の著書で知られる日本美学界の泰斗・岡倉天心の母・この（旧姓：濃畑（野畑））とも関係があったという。
1922年（大正11年）、家督を相続する。明治大学修業、内務省勤務を経て福井県会議員や宮市大丸常務取締役を歴任した。金沢市から福井市に宮市大丸を誘致し、福井駅前の現在の北陸銀行福井支店西隣辺りに福屋デパートを開店した（詳細は「福井大和」を参照）。
その後、三国町の地元紙・みくに新聞の社長や三国電燈会社の重役を歴任した。

## 人物
宗教は浄土真宗。趣味は碁・書画。

## 家族
- 妻・コウ（1894年（明治27年）12月生、福井、梶伊助の妹）[7]
- 男・英二郎（1921年（大正10年）1月生）[7]
東京帝国大学経済学部卒業、日本製鋼所元勤務[9][10]。父・三郎の死にともない、1949年（昭和24年）に三国の家を整理し、東京に居を移す[3]。
- 男・安太郎（1912年（明治45年）3月生、生母は北海道、伊藤その）[7]
紙問屋を継ぐ。30代で没した後は妻が引き継いだものの、現在その店は閉店・解体され現存しない[3]。